# حياة وآلام السيد المسيح (فلم)
حياة وآلام السيد المسيح، فيلم مصري من إنتاج عام 1938، وهو أول عمل سينمائي مصري وعربي عن حياة آلام المسيح. كتب المادة الحوارية الأب أنطوان عبيد، وراجعها الأديب طه حسين؛ الذي كان عميد كلية الآداب في هذا الوقت. التزم الفيلم بما جاء به العهد الجديد بالكتاب المقدس عن حياة المسيح.

## البطولة
- أحمد علام (السيد المسيح).
- عزيزة حلمي (العذراء مريم).
- كمال حسين: يهوذا.
- سميحة أيوب (مريم المجدلية).
- توفيق الدقن (قيافا).
- راجية محسن: مرنا.
- عبد العليم خطاب (بطرس).
- عفاف شاكر (فرونيكا).
- سعد أردش (الفريسي).
- فوزية إبراهيم (السامرية).
- صلاح سرحان (بيلاطس).
- فوزية الأنصاري (الأعمى).
- إستيفان روستي (المولود أعمى).
- عبد السلام محمد (المفلوج).